# Pfeifensträucher
Die Pfeifensträucher (Philadelphus) bilden eine Pflanzengattung innerhalb der Familie der Hortensiengewächse (Hydrangeaceae). Die etwa 70 Arten sind vor allem in Nordamerika und Ostasien verbreitet. Bekannteste Art in Europa ist der Gewöhnliche Pfeifenstrauch (Philadelphus coronarius), der auch wie manche andere Pflanzenarten Falscher Jasmin genannt wird. Einige Philadelphus-Arten und ihre Sorten werden in Parks und Gärten als Zierpflanzen verwendet. Der deutschsprachige Trivialname Pfeifenstrauch rührt daher, dass sich das Mark im Inneren der Zweige leicht entfernen lässt, so dass Kinder daraus Pfeifen herstellen können.

## Beschreibung

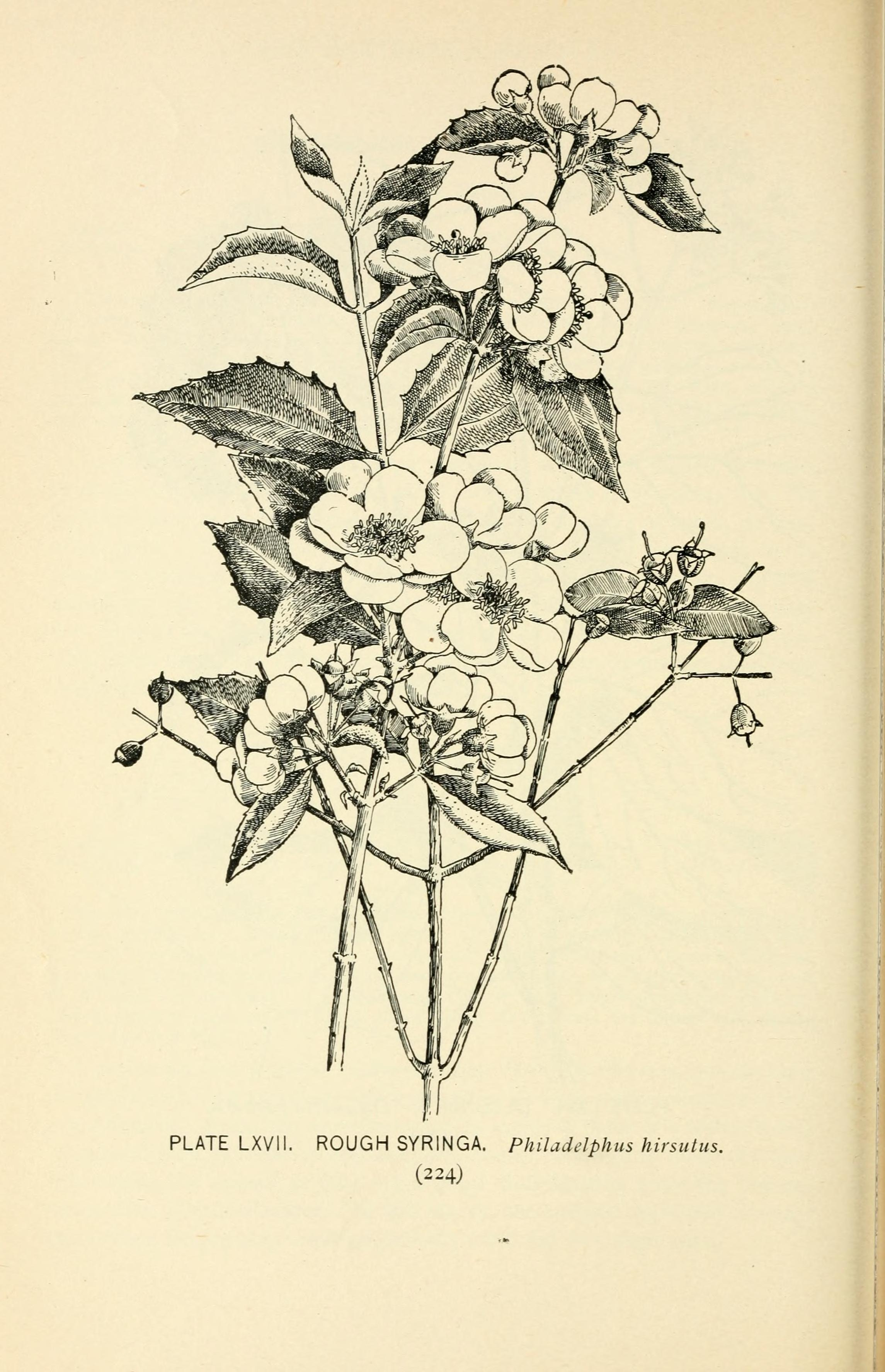
Illustration aus Southern wild flowers and trees, S. 224, Tafel LXVII von Philadelphus hirsutus

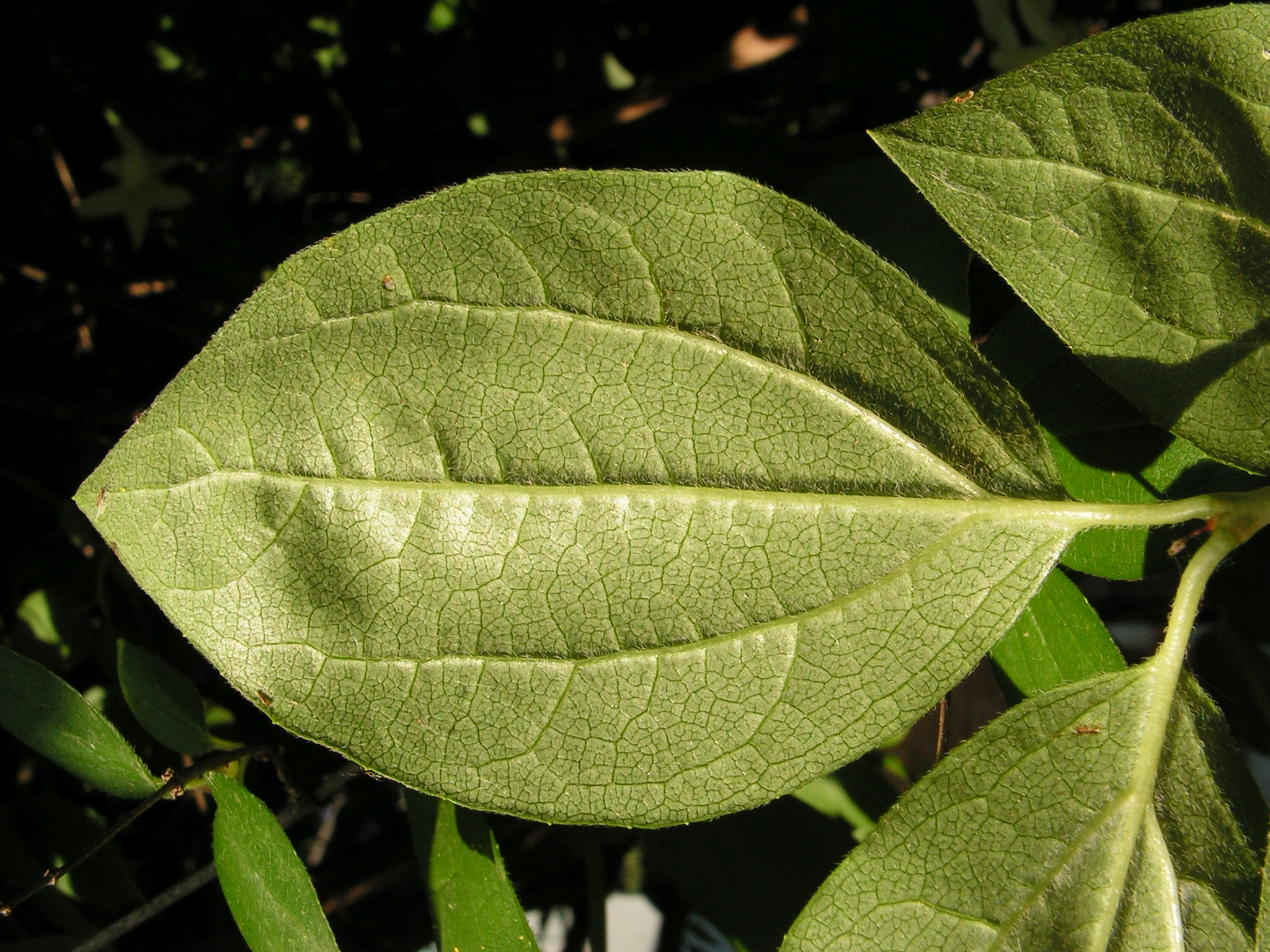
Blatt mit Blattstiel und die typischen Blattadern auf der Blattspreite des Europäischen Pfeifenstrauch (Philadelphus coronarius)

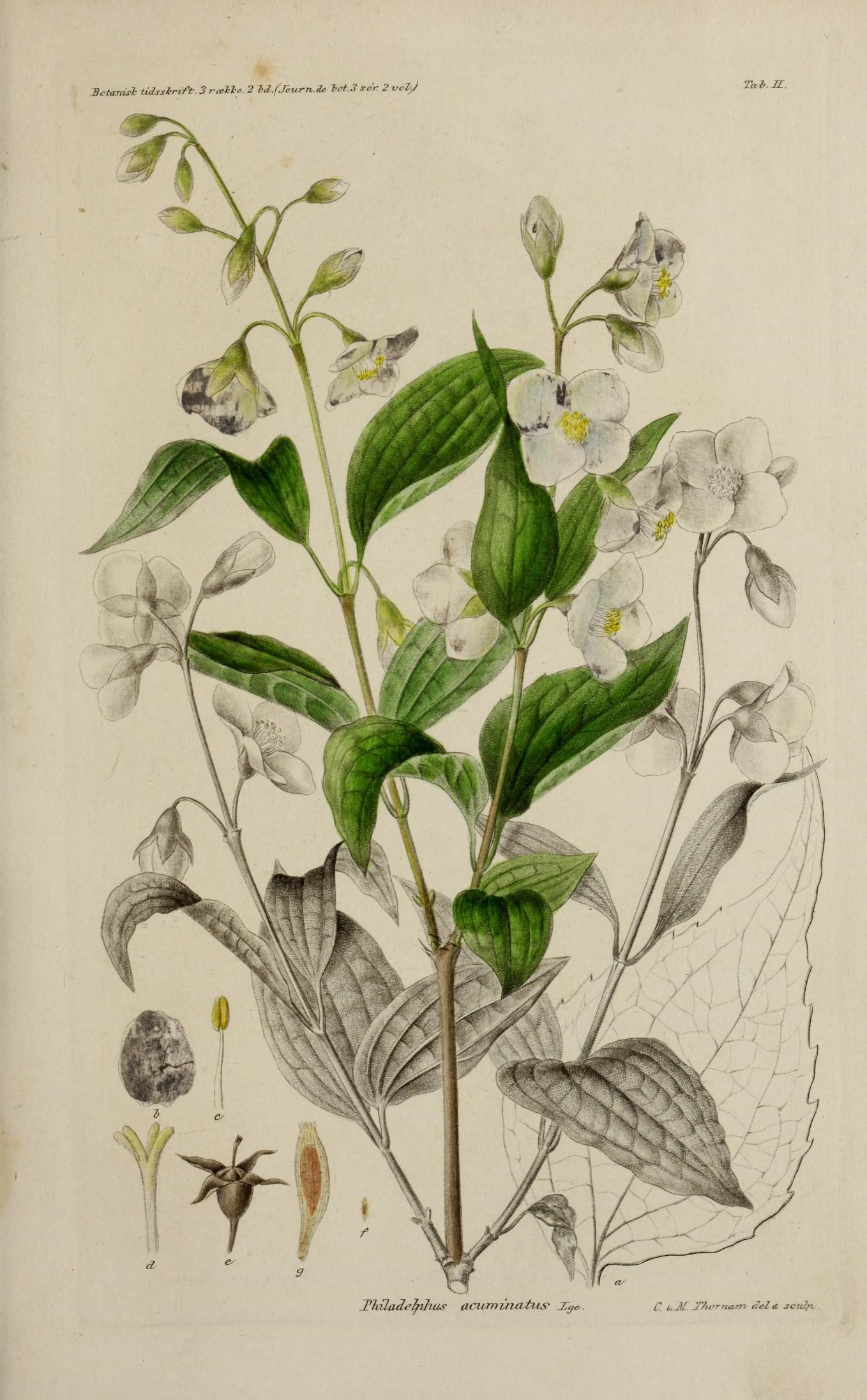
Illustration von Philadelphus satsumanus

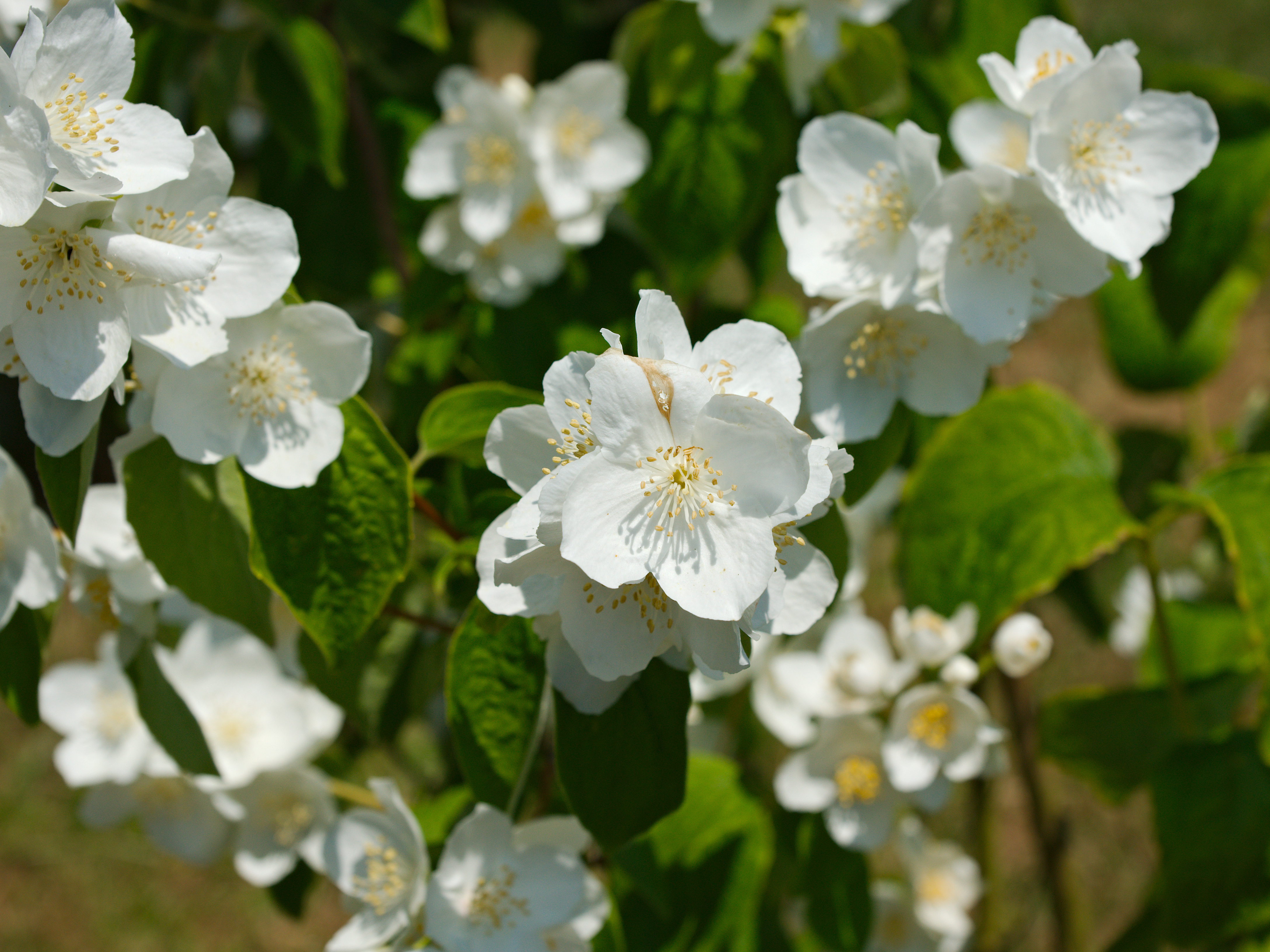
Blüten von Philadelphus inodorus

Blühender Zweig von Philadelphus karwinskyanus

### Vegetative Merkmale
Philadelphus-Arten sind verholzende Pflanzen, es handelt sich fast stets um selbstständig aufrecht wachsende, selten auch um kletternde Sträucher. Es gibt sowohl sommergrüne wie immergrüne Arten.
Die stets gegenständig angeordneten Laubblätter sind in einen kurzen Blattstiel und Blattspreite gegliedert. Auf der einfachen Blattspreite gehen meistens von der Spreitenbasis drei oder fünf deutliche Blattnerven nach vorne. Der Blattrand kann ganz oder gesägt sein. Es sind keine Nebenblätter vorhanden.

### Generative Merkmale
Die Blüten stehen selten einzeln, meist zu vielen in rispigen, traubigen oder zymösen Blütenständen, die am diesjährigen Holz gebildet werden.
Die Blüten verströmen bei vielen Arten einen mehr oder weniger intensiven fruchtigen Geruch, was ihnen auch den deutschsprachigen Trivialnamen „Falscher Jasmin“ und den englischsprachigen Trivialnamen „mock orange“ (dt. „falsche Orange“) eingebracht hat. Die zwittrigen Blüten sind radiärsymmetrisch und meist vierzählig, manchmal auch fünfzählig mit doppelter Blütenhülle. Die vier oder selten fünf Kelchblätter sind untereinander und mit dem Fruchtknoten verwachsen. Die vier oder selten fünf Kronblätter weisen gedrehte (contorte) Knospenlage auf wie bei der verwandten Kirengeshoma und sind weiß oder cremefarben, manchmal an der Basis auch ein wenig rötlich gefärbt. Die 13 bis 90 Staubblätter sitzen in einem dichten Kreis auf der kreisringförmig ausgebildeten Blütenachse, die den gesamten Fruchtknoten umgibt. Die flachen Staubfäden sind an ihrer Basis oft ein wenig verwachsen oder frei. Die gelben oder weißlichen Staubbeuteln (Antheren) sind eiförmig oder länglich, selten kugelförmig. Meist vier oder selten fünf Fruchtblätter sind zu einem unterständigen oder halbunterständigen, meist vier- oder selten fünfkammerigen Fruchtknoten verwachsen. Es sind viele hängende Samenanlagen vorhanden. Der Griffel ist meist vier-, selten drei- oder fünflappig.
Die Kapselfrucht öffnet sich mit vier oder selten fünf Klappen und enthält je Fruchtfach mehr als zehn Samen. Die rostig braunen Samen sind spindelförmig und manchmal geschwänzt.
Die Chromosomengrundzahl beträgt x = 13.

## Standorte
Der Großteil der Arten wächst in Gebüschen oder als Unterbewuchs in Mischwäldern an Berghängen.

## Systematik und Verbreitung

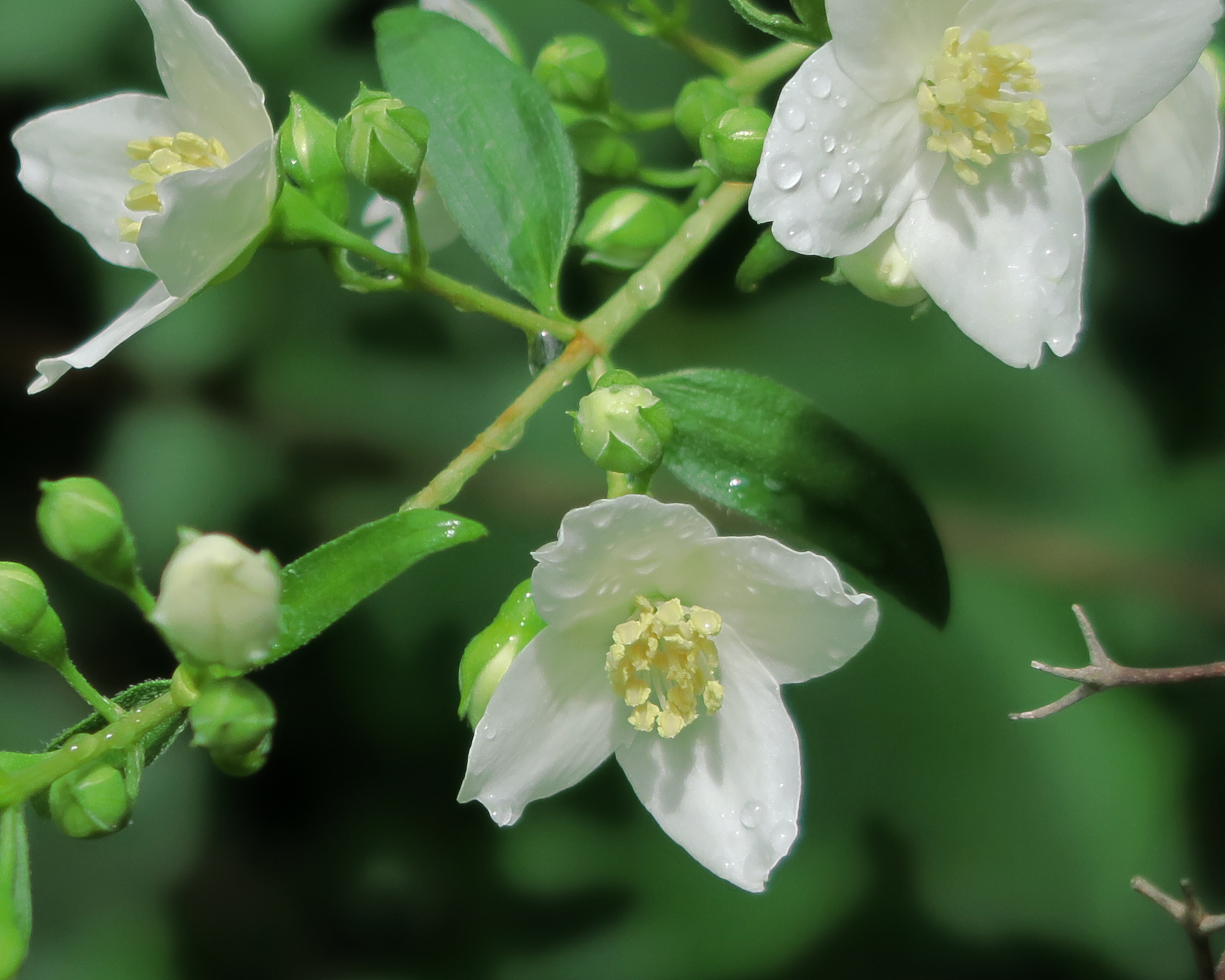
Philadelphus lewisii

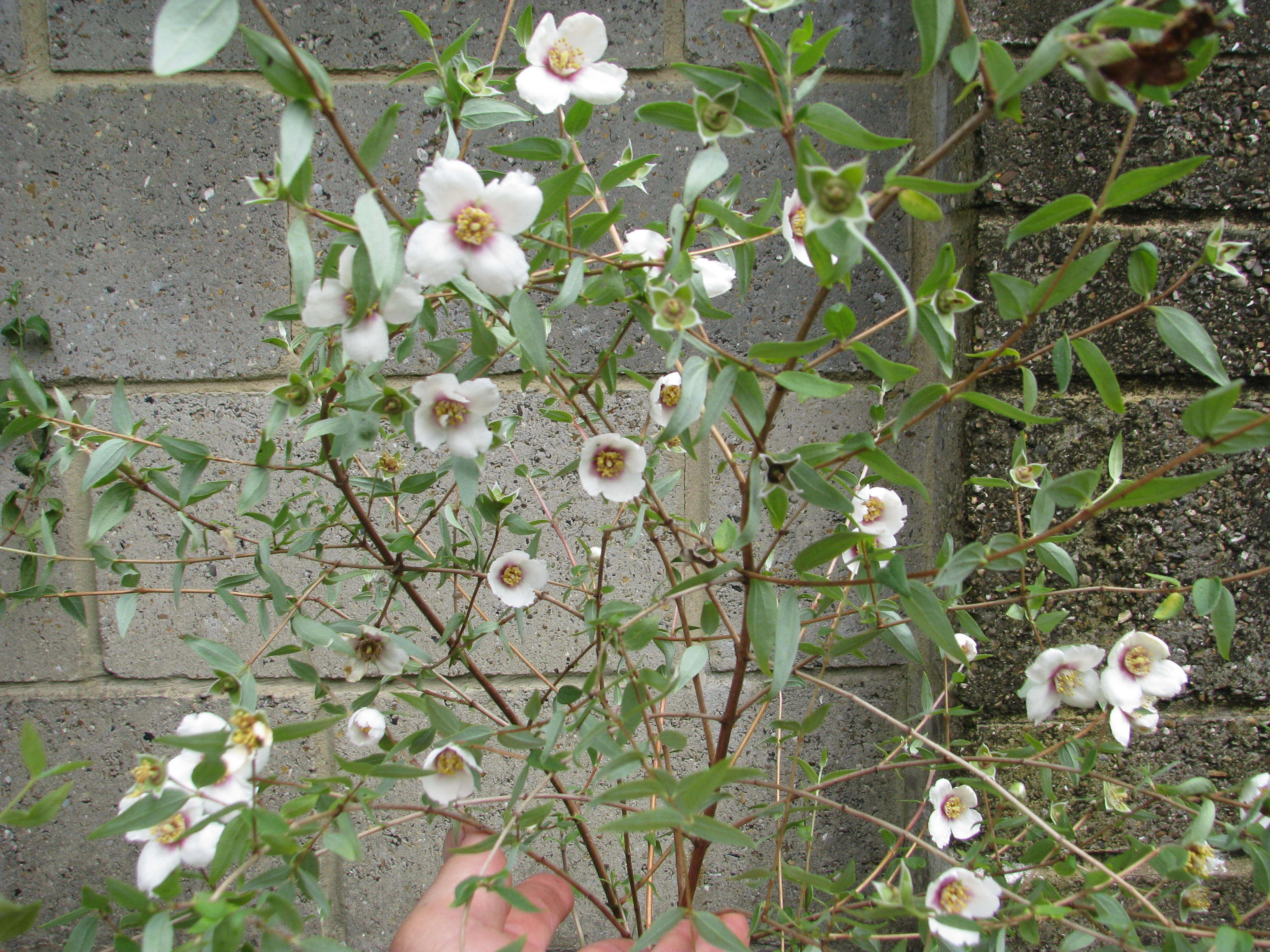
Mexikanischer Pfeifenstrauch (Philadelphus mexicanus)

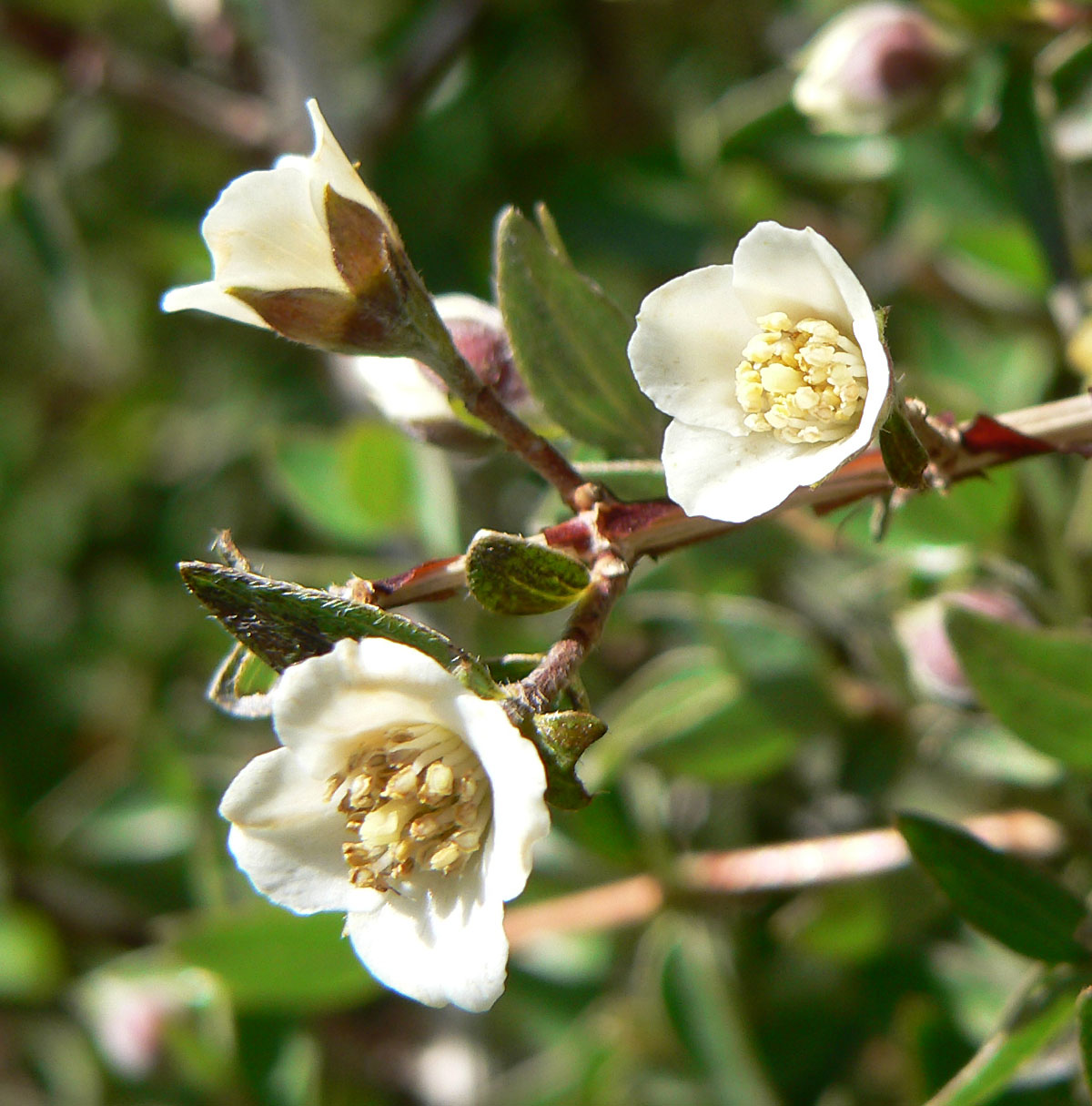
Kleinblättriger Pfeifenstrauch (Philadelphus microphyllus), Blüten

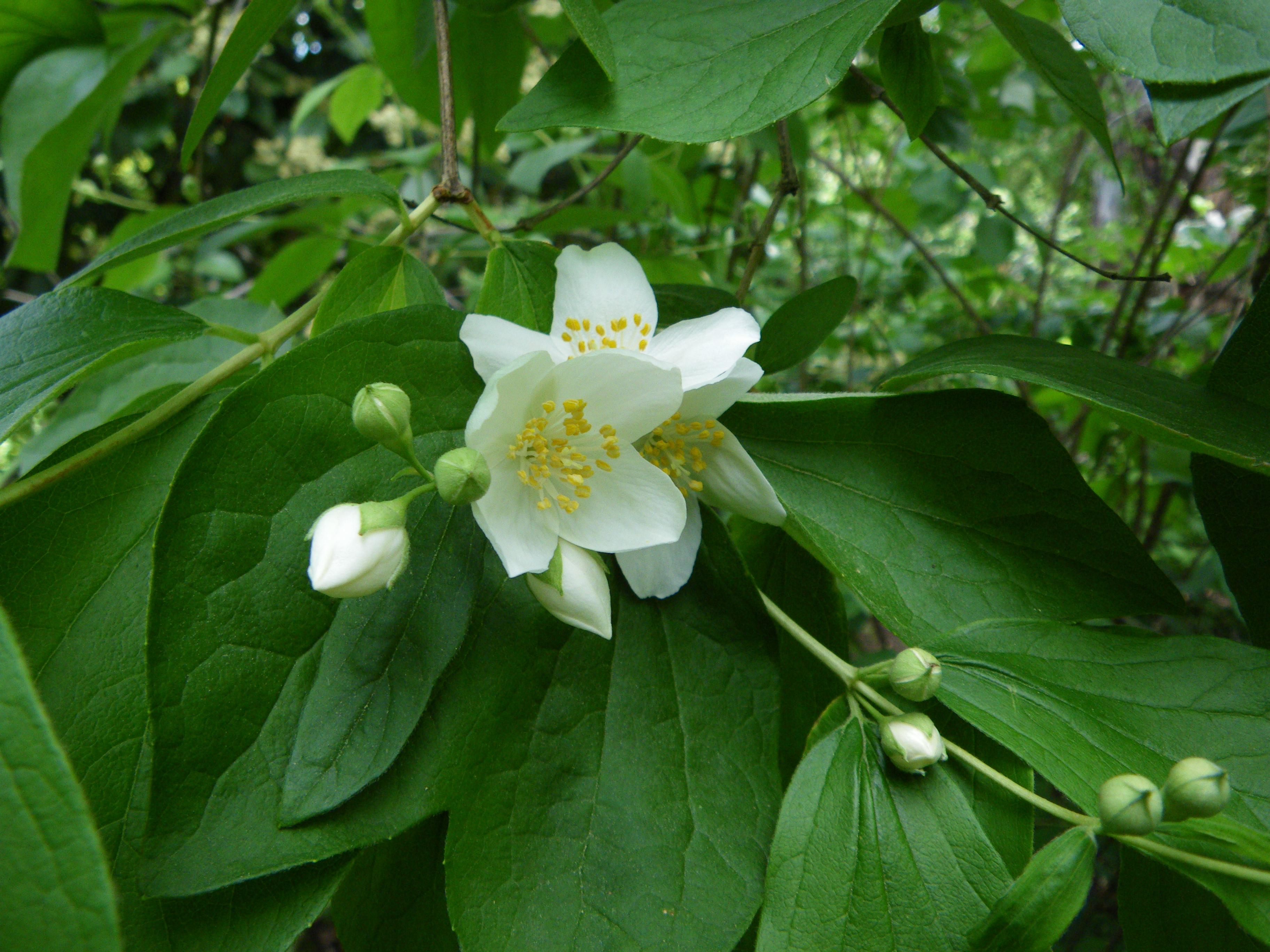
Blüten und Blätter des Weichhaarigen Pfeifenstrauchs (Philadelphus pubescens)

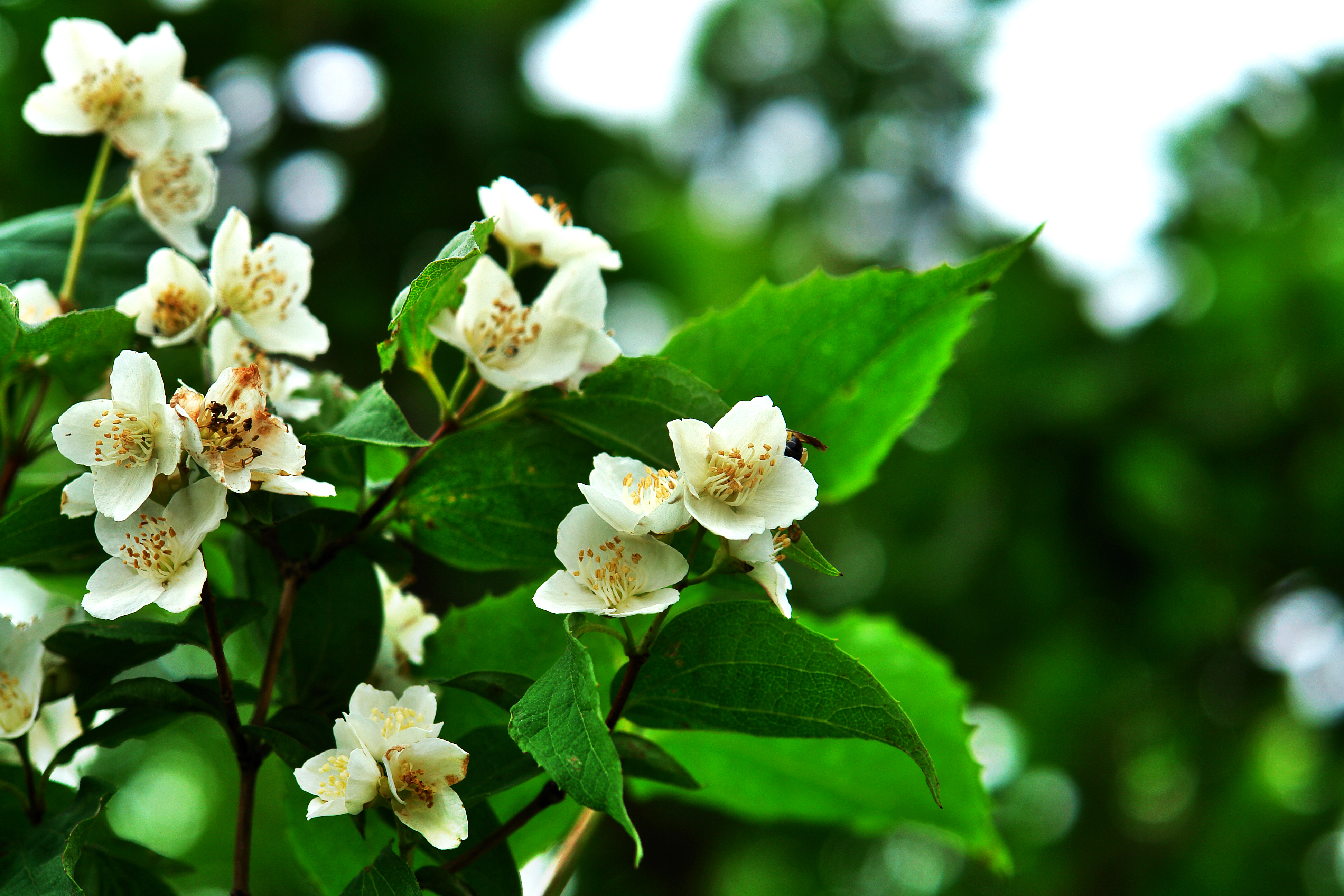
Philadelphus schrenkii

Die Gattung Philadelphus gehört zur Tribus Philadelpheae in der Unterfamilie Hydrangeoideae innerhalb der Familie der Hydrangeaceae.
Die Gattung Philadelphus wurde von Carl von Linné in seinem Werk Species Plantarum aufgestellt. Der wissenschaftliche Gattungsname Philadelphus kann auf den ägyptischen König Ptolemaios II. zurückgeführt werden. Er hatte den Beinamen Philadelphos (aus dem Griechischen philein = lieben und adelphos = Bruder, Schwester). Ein Synonym für Philadelphus L. ist Syringa Mill. nom. illeg.
Man findet sie vom westlichen sowie südöstlichen Nordamerika (etwa neun Arten) über Mexiko bis Zentralamerika und in Eurasien vom südöstlichen Mittelmeerraum über den Kaukasusraum bis Ostasien und den Himalaya. Verbreitungsschwerpunkte sind die Neue Welt und Ostasien.
Die Gattung Philadelphus enthält 25 bis etwa 70 Arten (Auswahl):
- Philadelphus affinis Schltdl.: Sie kommt im nordöstlichen Mexiko vor.[5]
- Philadelphus brachybotrys (Koehne) Koehne: Sie gedeiht in Höhenlagen von 200 bis 400 Metern in den chinesischen Provinzen Jiangsu, Jiangxi sowie Zhejiang und vielleicht auch in Fujian vor.[1]
- Philadelphus calvescens (Rehder) S.M.Hwang: Sie gedeiht in Höhenlagen von 2400 bis 3500 Metern in den chinesischen Provinzen Sichuan sowie Yunnan.[1]
- Philadelphus caudatus S.M.Hwang: Sie gedeiht in Höhenlagen von etwa 1900 Metern in Yunnan.[1]
- Europäischer Pfeifenstrauch[6] (Philadelphus coronarius L., Syn.: Philadelphus caucasicus Koehne): Er ist auf der Nordhalbkugel in Nordamerika und Eurasien weitverbreitet.[2]
- Philadelphus coulteri S.Watson (Syn.: Philadelphus osmanthus S.Y.Hu): Sie kommt im nordöstlichen Mexiko vor.[5]
- Philadelphus dasycalyx (Rehder) S.Y.Hu: Sie gedeiht in Höhenlagen von 700 bis 2500 Metern in den chinesischen Provinzen Gansu, Henan, Shaanxi und Shanxi.[1]
- Philadelphus delavayi L.Henry: Sie kommt in drei Varietäten in Myanmar, Tibet, Sichuan und Yunnan vor.[1]
- Philadelphus henryi Koehne: Die zwei Varietäten gedeihen in Höhenlagen von 1300 bis 2500 Metern in den chinesischen Provinzen Guizhou und Yunnan.[1]
- Philadelphus hirsutus Nutt.[3] (Syn.: Philadelphus hirsutus var. intermedius S.Y.Hu, Philadelphus hirsutus var. nanus S.Y.Hu, Philadelphus sharpianus S.Y.Hu, Philadelphus sharpianus var. parviflorus S.Y.Hu): Sie gedeiht in Höhenlagen von 100 bis 800 Metern in den USA.[2]
- Später Pfeifenstrauch[6] (Philadelphus incanus Koehne): Er kommt in drei Varietäten in den chinesischen Provinzen Henan, Hubei, Hunan, Shaanxi, Shanxi, Sichuan und vielleicht auch in Fujian sowie Hebei vor.[1]
- Philadelphus inodorus L. (Syn.: Philadelphus floridus Beadle, Philadelphus floridus var. faxonii Rehder, Philadelphus gloriosus Beadle, Philadelphus grandiflorus Willd., Philadelphus inodorus var. carolinus S.Y.Hu, Philadelphus inodorus var. grandiflorus (Willd.) A.Gray, Philadelphus inodorus var. laxus (Schrader ex DC.) S.Y.Hu, Philadelphus inodorus var. strigosus Beadle, Philadelphus strigosus Beadle (Rydb.)): Sie gedeiht in Höhenlagen von 0 bis 1000 Metern in Nordamerika.[2]
- Philadelphus kansuensis (Rehder) S.Y.Hu: Sie gedeiht in Höhenlagen von 2400 bis 3500 Metern in den chinesischen Provinzen Gansu, Qinghai und Shaanxi vor.[1]
- Philadelphus karwinskyanus Koehne: Sie kommt in Mexiko vor.[3]
- Philadelphus kunmingensis S.M.Hwang: Die zwei Varietäten gedeihen in Höhenlagen von 2000 bis 2100 Metern nur in Yunnan vor.[1]
- Philadelphus laxiflorus Rehder: Sie gedeiht in Höhenlagen von 800 bis 2000 Metern in den chinesischen Provinzen Gansu, Henan, Qinghai und Shaanxi vor.[1]
- Philadelphus lewisii Pursh (Syn.: Philadelphus californicus Benth., Philadelphus confusus Piper, Philadelphus cordifolius Lange, Philadelphus gordonianus Lindl., Philadelphus gordonianus var. columbianus (Koehne) Rehder, Philadelphus helleri Rydb., Philadelphus insignis Carriére, Philadelphus lewisii var. angustifolius (Rydb.) S.Y.Hu, Philadelphus lewisii subsp. californicus (Benth.) Munz, Philadelphus lewisii var. ellipticus S.Y.Hu, Philadelphus lewisii subsp. gordonianus (Lindl.) Munz, Philadelphus lewisii var. gordonianus (Lindl.) Jepson, Philadelphus lewisii var. helleri (Rydb.) S.Y.Hu, Philadelphus lewisii var. intermedius (A.Nelson) S.Y.Hu, Philadelphus lewisii var. oblongifolius S.Y.Hu, Philadelphus lewisii var. parvifolius Torr., Philadelphus lewisii var. platyphyllus (Rydb.) A.H.Moore, Philadelphus oreganus Nuttall ex S.Y.Hu, Philadelphus trichothecus S.Y.Hu, Philadelphus zelleri S.Y.Hu, Philadelphus oblongifolius S.Y.Hu[5]): Sie gedeiht in Höhenlagen von 0 bis 2500 Metern im westlichen Kanada (Alberta, British Columbia) und in den westlichen Vereinigten Staaten (Washington, Kalifornien, Idaho, Montana, Oregon).[3][2]
- Philadelphus lushuiensis T.C.Ku & S.M.Hwang: Sie gedeiht in Höhenlagen von 2300 bis 2400 Metern in Yunnan vor.[1]
- Philadelphus maculatus (C.L.Hitchc.) S.Y.Hu: Sie kommt im nordöstlichen Mexiko vor.[5]
- Philadelphus mearnsii W.H.Evans ex Rydb. (Syn.: Philadelphus hitchcockianus S.Y.Hu, Philadelphus mearnsii subsp. bifidus C.L.Hitchcock, Philadelphus bifidus (C.L.Hitchc.) S.Y.Hu, Philadelphus hitchcockianus S.Y.Hu[5]): Sie gedeiht in Höhenlagen von 1300 bis 1800, selten bis zu 2200 Metern in den US-Bundesstaaten New Mexico sowie Texas und im mexikanischen Bundesstaat Coahuila.[2]
- Mexikanischer Pfeifenstrauch (Philadelphus mexicanus Schltdl., Syn.: Philadelphus austro-mexicanus S.Y.Hu, Philadelphus glabripetalus S.Y.Hu): Dieser immergrüne Strauch mit cremefarbenen, stark duftenden Blüten kommt in Mexiko vor.[2]
- Kleinblättriger Pfeifenstrauch[6] (Philadelphus microphyllus A.Gray, Syn.: Philadelphus madrensis Hemsl., Philadelphus occidentalis A.Nelson[5]): Die fünf Varietäten wachsen als kleinerer Strauch und kommen in den südwestlichen USA und in Mexiko vor.[2]
- Philadelphus myrtoides Bertol.: Sie kommt im südöstlichen Mexiko, in Guatemala, Costa Rica und Panama vor.[5]
- Peking-Pfeifenstrauch[6] (Philadelphus pekinensis Rupr.): Er kommt in Korea und in China vor.[1]
- Philadelphus pringlei S.Y.Hu: Sie kommt in Mexiko vor.[5]
- Weichhaariger Pfeifenstrauch[6] (Philadelphus pubescens Loisel., Syn.: Philadelphus gattingeri S.Y.Hu, Philadelphus intectus Beadle, Philadelphus intectus var. pubigerus S.Y.Hu, Philadelphus latifolius Schrader, Philadelphus pubescens var. intectus (Beadle) A.H.Moore, Philadelphus pubescens var. verrucosus (Schrader) S.Y.Hu, Philadelphus verrucosus Schrader): Sie gedeiht in Höhenlagen von 0 bis 1000 Metern in Nordamerika.[2]
- Philadelphus pueblanus S.Y.Hu: Sie kommt in Mexiko vor.[5]
- Philadelphus purpurascens (Koehne) Rehder: Die drei Varietäten gedeihen in Höhenlagen von 2200 bis 3500 Metern in Sichuan und Yunnan.[1]
- Philadelphus reevesianus S.Y.Hu: Sie kommt in Hebei vor.[1]
- Philadelphus satsumanus Siebold ex Miq. (Syn.: Philadelphus acuminatus Lange, Philadelphus yokohamae Dippel): Dieser Endemit kommt nur auf der japanischen Insel Honshu vor.[3]
- Philadelphus schrenkii Rupr.: Sie kommt in drei Varietäten im südöstlichen Russland, in Korea und in China vor.[1]
- Philadelphus sericanthus Koehne: Sie kommt in zwei Varietäten in China vor.[1]
- Philadelphus serpyllifolius A.Gray (Syn.: Philadelphus palmeri Rydb.[5]): Sie gedeiht in Höhenlagen von 1100 bis 1900, selten bis zu 2300 Metern in Texas und im mexikanischen Coahuila.[2]
- Philadelphus subcanus Koehne: Die drei Varietäten gedeihen in Höhenlagen von 500 bis 2300 Metern in den chinesischen Provinzen Hubei, Sichuan und Yunnan.[1]
- Mandschurischer Pfeifenstrauch[6] (Philadelphus tenuifolius Rupr.): Er kommt in zwei Varietäten im südöstlichen Russland, in Korea und in China vor.[1]
- Philadelphus tetragonus S.M.Hwang: Sie gedeiht in Mischwäldern in Höhenlagen von etwa 3200 Metern nur in Sichuan.[1]
- Philadelphus texensis S.Y.Hu: Die zwei Varietäten kommen in Texas und im mexikanischen Coahuila vor.[2]
- Filziger Pfeifenstrauch[6] (Philadelphus tomentosus Wall. ex G.Don): Er kommt in Indien, Kaschmir, Nepal, Bhutan, Sikkim und in China vor.[1]
- Philadelphus tsianschanensis Wang et Li: Sie gedeiht in Mischwäldern in Höhenlagen von 400 bis 600 Metern in Liaoning.[1]
- Philadelphus zhejiangensis S.M.Hwang: Sie gedeiht in Höhenlagen von 700 bis 1700 Metern in den chinesischen Provinzen Anhui, Fujian, Jiangsu und Zhejiang.[1]

## Verwendung
Wegen ihrer hübschen, duftenden Blüten werden diverse Arten als Ziersträucher angepflanzt. Die meisten angebotenen Pflanzen sind allerdings Hybride, vor allem zwischen dem Europäischen Pfeifenstrauch, dem Oregon-Pfeifenstrauch und dem Kleinblättrigen Pfeifenstrauch.

## Nachweise